# Kristen Wall
Kristen Wall (Victoria, 2 de junio de 1976) es una deportista canadiense que compitió en remo. Ganó una medalla de plata en el Campeonato Mundial de Remo de 1997, en la prueba de ocho con timonel.

## Palmarés internacional
| Campeonato Mundial | Campeonato Mundial     | Campeonato Mundial | Campeonato Mundial |
| Año                | Lugar                  | Medalla            | Prueba             |
| ------------------ | ---------------------- | ------------------ | ------------------ |
| 1997               | Aiguebelette (Francia) | Medalla de plata   | Ocho con timonel   |